# Авдієнко Яків Павлович
Яків Павлович Авдіє́нко (нар. 5 листопада 1897, Покори — пом. 16 березня 1994, Київ) — український радянський кінооператор і кінорежисер; член Спілки кінематографістів України з 1957 року. Заслужений діяч мистецтв УРСР з 1988 року.

## Біографія
Народився 24 жовтня [5 листопада] 1897 року в селі Покорах Уссурійського краю (нині Росія). Закінчив 3 курси живописного факультету Вищих художньо-технічних майстерень у Москві.
1929 року, разом з групою любителів-операторів, на Коломенському паровозобудівному заводі зняв хронологічний фільм «Повний хід» і був прийнятий в штат кінофабрики «Міжробпомфільм». У 1931 році працював на кіностудії «Східкіно». У 1932 році перейшов на кіностудію «Мостехфільм». З 1933 року працював оператором «Союзкінохроніки». Був спеціальним кореспондентом у Краснодарському краї, де зняв ряд сюжетів про промисловість та сільське господарство Північного Кавказу.
У 1940–1970 роках працював режисером «Укркінохроніки». Одночасно протягом 1960–1970 років викладав на кінорежисерському факультеті Київського інституту театрального мистецтва. Помер у Києві 16 березня 1994 року.

## Творчість
Зняв фільми:
- «Машинно-сінокісна станція» (1931; про сільське господарство);
- «Подарунок Батьківщині» (1934; про сільське господарство);
- «15 років Кабардино-Балкарській автономній області» (1932);
- «Більшовицький врожай» (1936, разом з М. Поповим);
- «Республіка юність» (1937);
- «Жертви піратів врятовані» (1937);
- «Радянський Карачай» (1938);
- «Гірняки» (1939);
- «Львів радянський» (1940, автор сценарію);
- «Київ є і буде радянським» (1941);
- «Битва за нашу Радянську Україну» (1943; разом із Олександром Довженком та Юлією Солнцевою);
- «На радянському Дунаї» (1943);
- «Перемога на Правобережній Україні» (1945; разом із Олександром Довженком та Юлією Солнцевою).
- «За Карпатами» (1945);
- «Пам'ятник Леніну» (1946, автор сценарію);
- «Радянська Україна» (1947);
- «Нова перемога мар'їнців» (1950);
- «Знову в сім'ї єдиній» (1952);
- «На фермах України» (1957);
- «Поїзд дружби» (1960);
- «Завжди з тобою» (1970).